# جورج يوهان شارف
جورج يوهان شارف (بالألمانية: George Johann Scharf)‏ هو رسام ورسام توضيحي ألماني، ولد في 1788 في بافاريا في ألمانيا، وتوفي في 1860 في لندن في المملكة المتحدة.